# China Railways DJ1
A China Railways DJ1 sorozat  egy kínai 2(Bo'Bo') tengelyelrendezésű, nagy állandó teljesítményű, fővonali, kétszekciós tehervonati villamosmozdony-sorozat. A Siemens Transportation Systems és a Zhuzhou Electric Locomotive Works közösen összesen 20 db-ot gyártott belőle 1999 és 2003 között a China Railways részére. A sorozat első három mozdonya még Ausztriában készült, a többi 17-et azonban már Kínában gyártották. A jármű elektromos berendezéseinek az alapja az EuroSprinter sorozat. Az áramátalakító második generációs vízhűtéses GTO. Fékezéskor képes   energia-visszatáplálásra.
A mozdonyokat szénszállító tehervonatok vontatására használják a Tatung–Csinhuangtao-vasútvonalon.